# Občina Brezovica
Občina Brezovica je ena od občin v Republiki Sloveniji s središčem v Brezovici pri Ljubljani in geografsko osrednja občina Ljubljanskega barja. Pred letom 1994 je bilo območje današnje občine del Občine Ljubljana Vič-Rudnik. Ozemlje občine je specifično, ker se v relativno ozkem pasu razteza preko Ljubljanskega barja proti jugu vse do Rakitne na kraški planoti (Krimsko pogorje)
- Meji na občine Ljubljana, Ig in Velike Lašče (vzhod), Cerknica (jug), Borovnica, Log-Dragomer in Vrhnika (zahod) ter Dobrova-Polhov Gradec (sever)

- Občina je preko Dolgega mostu povezana z mestno avtobusno linijo št. 6B, ki ima urejeno končno postajališče v Notranjih Goricah, preko Črne vasi pa z linijo 19B, ki vozi do Jezera.
- Občina Brezovica se deli na 5 krajevnih skupnosti: 
  - Brezovica
  - Vnanje Gorice
  - Notranje Gorice - Plešivica
  - Podpeč - Preserje in
  - Rakitna.

## Naselja v občini
- Brezovica pri Ljubljani, Dolenja Brezovica, Gorenja Brezovica, Goričica pod Krimom, Jezero, Kamnik pod Krimom, Notranje Gorice, Planinca, Plešivica, Podpeč, Podplešivica, Preserje, Prevalje pod Krimom, Rakitna, Vnanje Gorice, Žabnica

## Prebivalstvo
Ob popisu leta 2001 je bila slovenščina materni jezik 8685 (93 %) občanom, hrvaščina  176 (1,9 %) osebam, srbohrvaščina 120 (1,3 %), bosanščina 75 (0,8 %) osebam, srbščina pa 74 (0,8 %) osebam. Neznano je za 150 (1,7)% oseb.
2022 je imela občina nekaj manj kot 12.800 prebivalcev. Povprečna starost je bila 42 let, skupni prirast pa 0,9. Ob tem je bilo število umrlih višje od števila živorojenih, naravni prirast pa je bil negativen in je znašal -3,5. Nasprotno je bil selitveni prirast pozitiven in je znašal 4,4.

## Zgodovina
V času Ilirskih provinc je območje današnje občine spadalo v kanton Ljubljana extra muros (izza obzidja) in je bilo razdeljeno med meriji (tip francoske komune) Bokalce in Brest.
Od leta 1854 dalje je bilo območje razdeljeno med okraja Ljubljana okolica (z Brezovico) in  Vrhnika (s Preserjem in Rakitno). Leta 1869 so kraji današnje občine spadali v sodnijski okraj Ljubljana okolica in sodnijski okraj Vrhnika. V prvega so spadale Vnanje Gorice, Brezovica, Notranje Gorice in Plešivica s 1435 prebivalci, v drugega pa Goričica, Prevalje, Gornja Brezovica, Podpeč, Preserje, Rakitna, Kamnik pod Krimom in Dolenja Brezovica. 
Ob razpadu Avstro-Ogrske je leta 1918 ozemlje občine prešlo pod novonastalo državo SHS. Vidovdanska ustava je uvedla novo upravno ureditev, po kateri je območje današnje Brezovice pripadlo Ljubljanski oblasti, natančneje Ljubljanskemu okraju. Območje je bilo v tem času razdeljeno na občino Brezovico in občino Preserje.
Po razdelitvi kraljevine Jugoslavije na banovine, je območje pripadlo Dravski banovini. Od leta 1931 je bila današnja Brezovica razdeljena med dve občini: občina Brezovica, ki je vključevala kraja Brezovica in Log (slednji je danes del občine Log-Dragomer) in občina Preserje, ki je sedaj vključevala še kraj Jezero, ki je bilo pred tem del občine Tomišelj, vendar pa je izgubila kraja Breg in Pako, ki sta se priključila občini Borovnica.
Ob prihodu okupacijskih sil leta 1941, je območje pripadlo Italiji in je spadalo v Ljubljansko pokrajino, v okraj Ljubljana okolica. Po veliki partizanski ofenzivi leta 1942, ko so partizani prevzeli nadzor nad velikim delom Ljubljanske pokrajine, je čez ozemlje današnje občine tekla meja med osvobojenim ozemljem in ozemljem, ki so ga nadzorovali Italijani. Ti so imeli svoje postojanke vzdolž železniške proge Notranje Gorice – Preserje – Borovnica, navzoči pa so bili tudi v vaseh Podpeč in Goričica.
Po kapitulaciji Italije 8. septembra 1943, so nadzor nad ozemljem Ljubljanske pokrajine prevzeli Nemci.
Leta 1945 je bil sprejet Zakon o upravni razdelitvi federalne Slovenije, s katerim so državo razdelili na okrožja. Območje današnje občine je spadalo pod Ljubljansko okrožje, v mestno četrt Ljubljana - okolica.
Od 1955 je Brezovica spadala v okraj Ljubljana, ki je vključeval 23 občin. Kraji današnje občine so bili razdeljeni med občine Ljubljana - Vič (z naselji Brezovica, Notranje Gorice, Vnanje Gorice in Plešivica), Borovnica (Jezero, Kamnik, Preserje, Podpeč, del Brezovice) in Cerknica (Rakitna).
Do 1961 se je dokončno oblikovala nova občina Ljubljana Vič-Rudnik, ki je združila celotno ozemlje današnje občine Brezovica. Takšna ureditev je v veliki meri ostala nespremenjena do osamosvojitve Slovenije.
Leta 1994 je bil v novoustanovljeni državi sprejet Zakon o ustanovitvi občin ter o določitvi njihovih območij, s katerim je bila ustanovljena tudi občina Brezovica, kot jo poznamo danes. Zakon je določil, da je sedež občine naselje Brezovica, sama občina pa bo vključevala še naselja Dolenja Brezovica, Gorenja Brezovica, Goričica pod Krimom, Jezero, Kamnik pod Krimom, Notranje Gorice, Planinca, Plešivica, Podpeč, Podplešivica, Preserje, Prevalje pod Krimom, Rakitna, Vnanje Gorice in Žabnica.